# Svallis
Svallis bildas på vintern när vatten rinner fram och fryser i flera lager på exempelvis bergsidor eller vägbanor. Förleden ”svall” kommer från ”svälla”. Svallis kan vara vågig i ytan och är ofta gulaktig när det är markvatten som fryser.
Vid minusgrader i luften under vintertid kan det fortfarande vara plusgrader i marken och vatten kan då rinna ut i omgivningen och frysa där till is. På sommaren brukar detta läckvatten dunsta bort eller absorberas av marken. Svallisen bildar ofta flera skikt och blir vågig eftersom vattnet som tränger fram ur marken flödar och fryser ojämnt. Både vattenflödet och lufttemperaturen varierar under dygnet. Svallis kan även bildas av vattenläckage i vattenledningsnätet eller av en eluppvärmd stupränna.
Eftersom svallis byggs på undan för undan kan den förorsaka förrädisk halka och sandning hjälper inte. Ibland  kan svallisen bli så omfattande att den påverkar framkomligheten på vägar och järnvägar.

## Bilder

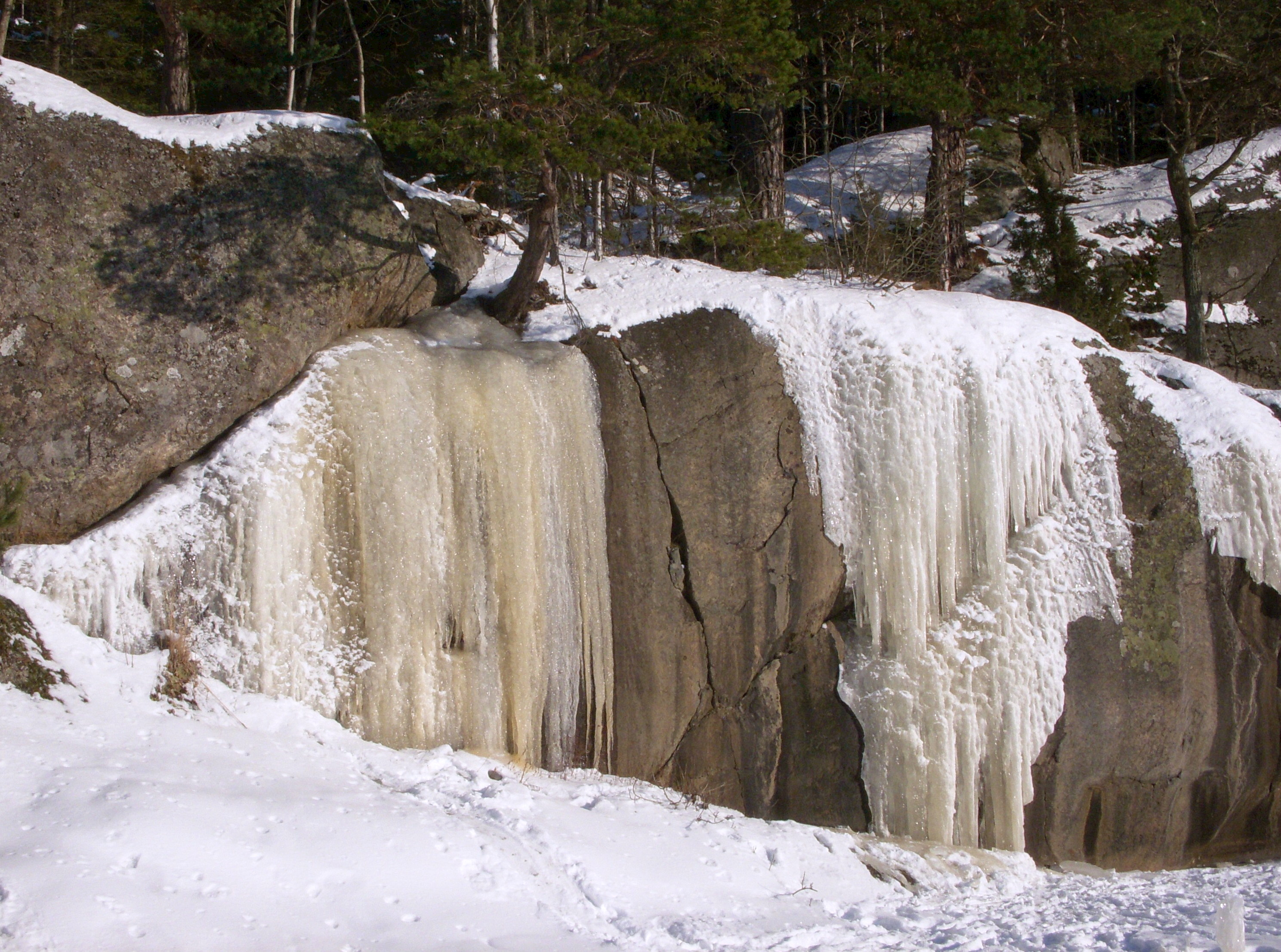
Svallis på en bergsida vid sjön Orlången
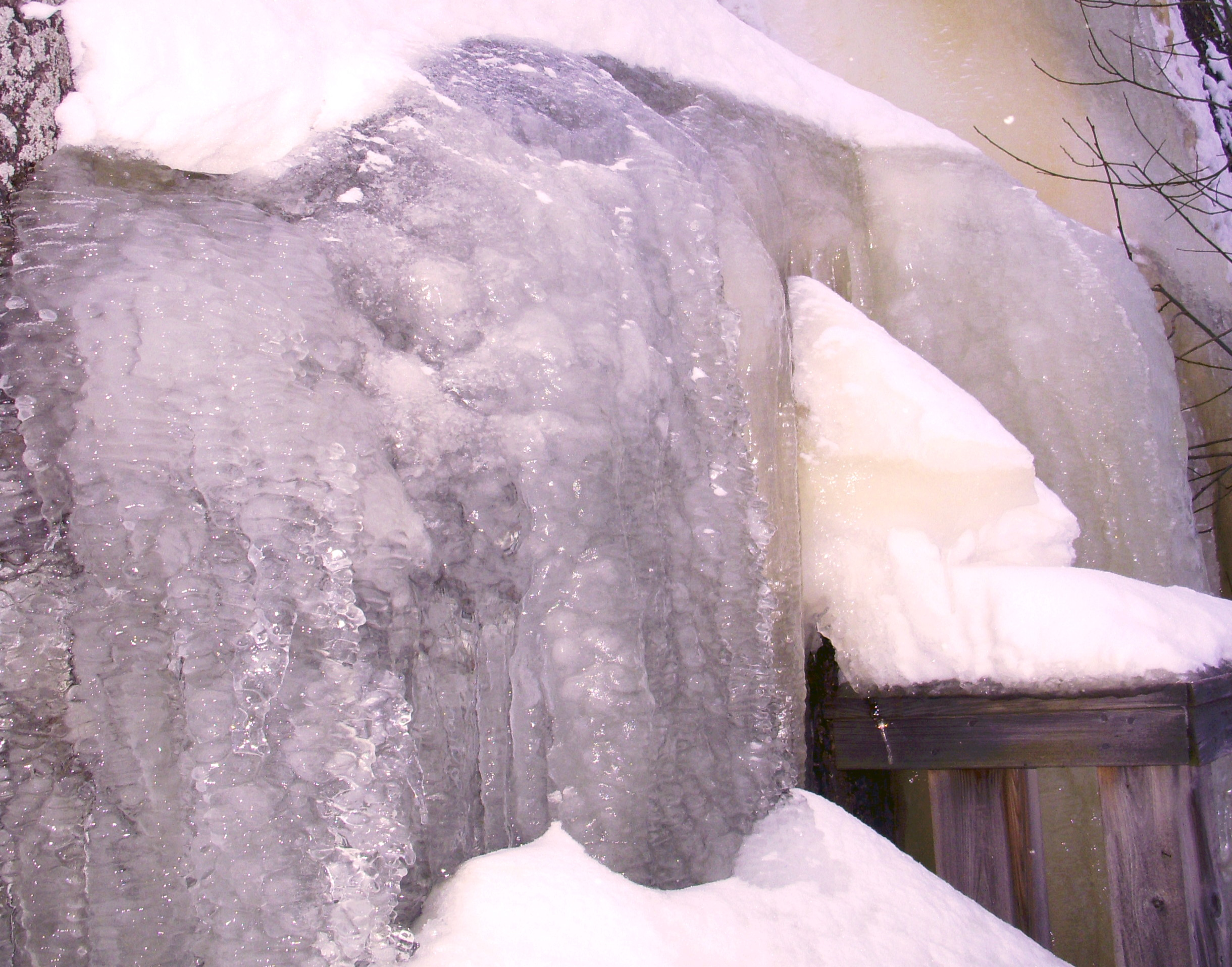
Svallis på en bergsida vid Svindersviken
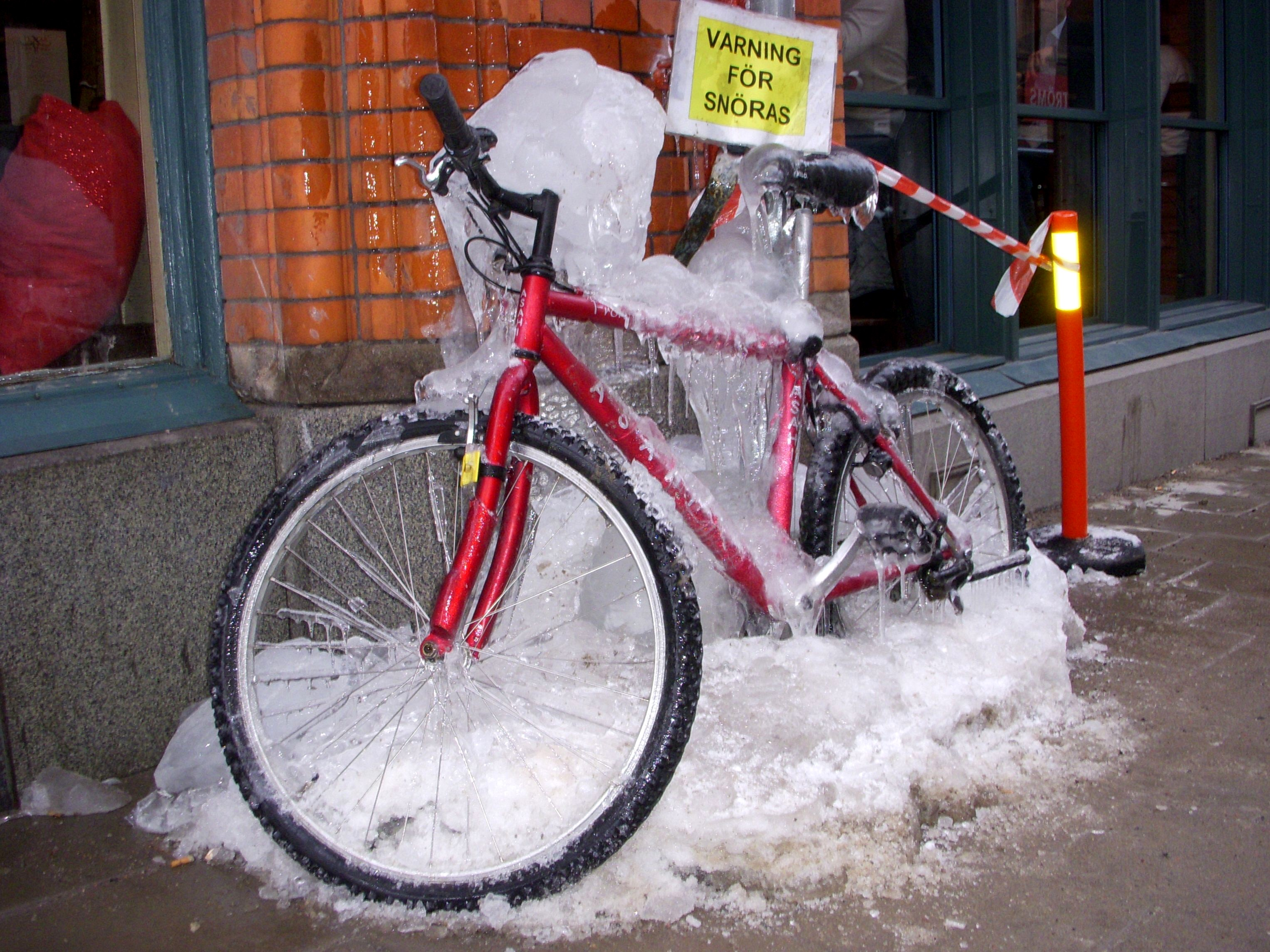
Svallis från ett läckande stuprör.
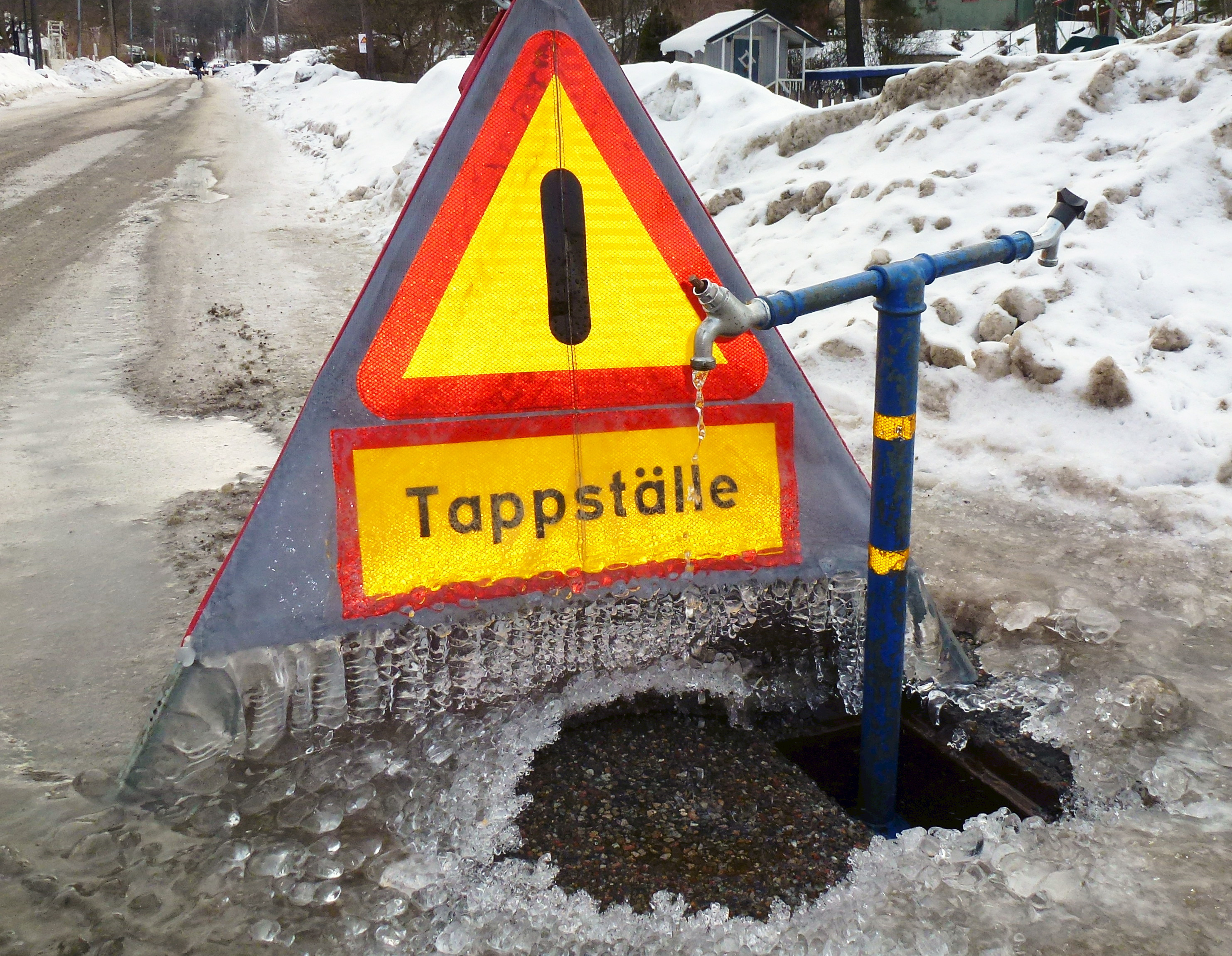
Svallis från en läckande vattenkran